# 纯色岩燕
纯色岩燕（学名：Ptyonoprogne concolor）为燕科岩燕属的鸟类。其种加词“concolor”意为“同色的”。分布于印度、孟加拉、缅甸、泰国、老挝以及中国大陆的云南等地，多活动于山谷、山前旷地或沿河流在空中飞行。该物种的模式产地在印度德干高原。

## 亚种
- 纯色岩燕云南亚种（学名：Ptyonoprogne concolor sintaungensis）。在中国大陆，分布于云南等地。该物种的模式产地在缅甸南掸邦。[2]